# Gobierno de la Provincia de Formosa
El gobernador es la máxima autoridad del Poder ejecutivo en la Provincia de Formosa en Argentina.
Cabe decir que de los que aparecen en esta lista, solo los que gobernaron a partir de 1955 recibieron el título de gobernadores, puesto que fue en ese año que el entonces presidente Juan Domingo Perón la declaró provincia. Los que figuran antes solo fueron los "encargados" del "Territorio Nacional del Chaco", aunque son también reconocidos como gobernadores por la Casa de Gobierno de la Provincia de Formosa.
A lo largo de la historia, los gobernadores han cambiado abruptamente, sin terminar los períodos para los cuales fueron designados en un principio. Esto se debe a las intervenciones provinciales que se hicieron tanto por gobiernos militares como democráticos, además de la renuncia frecuente de los mismos gobernadores. La situación se ha estabilizado recién con el retorno de la democracia en 1983, por un período establecido en cuatro años.
Según la actual constitución vigente en la provincia, el gobernador puede ser reelecto inmediata e indefinidamente, cláusula que rige desde el segundo gobierno de Gildo Insfrán.

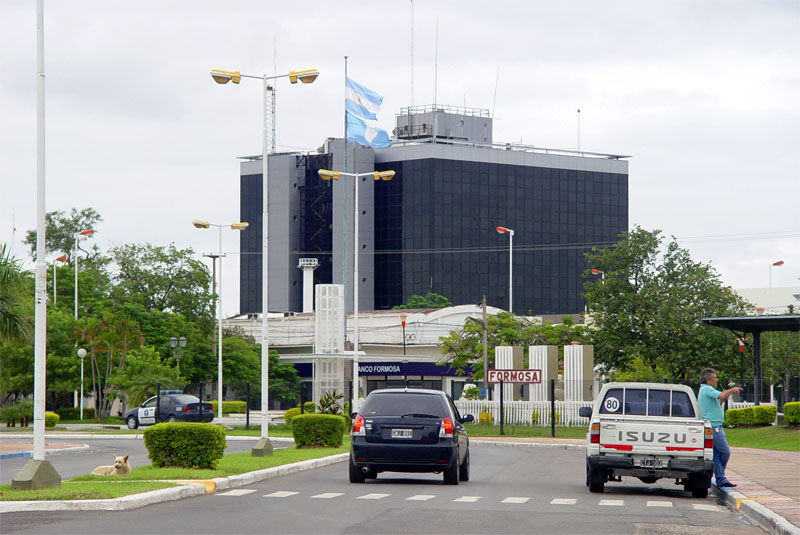
Vista de la Casa de Gobierno de la Provincia de Formosa, en la Ciudad de Formosa. Fue inaugurada el 12 de julio de 1982

El Gobernador de la Provincia posee su Despacho Oficial en el quinto piso de la Casa de Gobierno de la Provincia de Formosa, ubicada en Belgrano 878; y su Residencia Oficial sobre la Avenida Tte. Gral. Aramburu 680 en la Ciudad de Formosa

## Aspectos constitucionales

### Naturaleza y duración
Según la Constitución provincial:

Artículo 127.- El Poder Ejecutivo será desempeñado por un ciudadano con el título de Gobernador de la Provincia y, en su defecto, por un Vicegobernador elegido al mismo tiempo, en la misma forma y por igual período que el Gobernador.

Artículo 128.- Para ser elegido Gobernador y Vicegobernador se requiere:
1. Ser argentino, nativo, por opción o naturalizado con quince años en el ejercicio efectivo de la ciudadanía.
2. Haber cumplido treinta años de edad y ocho de residencia previa, real y efectiva en la Provincia, cuando no se hubiere nacido en ella.

### Atribuciones y deberes
Artículo 138.- El Gobernador es el jefe de la administración y tiene las siguientes atribuciones y deberes:

1. Representar a la Provincia en sus relaciones con los demás poderes públicos y con los de la Nación o de otras provincias, con los cuales podrá celebrar convenios y tratados para fines de utilidad común, especialmente en materia cultural, educacional, económica y de administración de justicia, con aprobación de la Legislatura y oportuno conocimiento del Congreso Nacional.
2. Participar en la formación de las leyes con arreglo a esta Constitución, ejerciendo el derecho de iniciativa ante la Legislatura; intervenir en la discusión por sí o por medio de sus ministros, sin voto. Promulgar y publicar, o vetar las leyes. 
3. Expedir las instrucciones, reglamentos y decretos necesarios para la ejecución de las leyes, no pudiendo alterar su contenido ni espíritu.
4. Convocar a sesiones extraordinarias de la Legislatura cuando algún grave asunto de interés público lo requiera, especificando los asuntos por tratar, o requerir la prórroga de sus sesiones.
5. Presentar, dentro de los dos primeros meses de sesiones ordinarias de la Legislatura, el proyecto de ley de presupuesto general de la administración, acompañando el plan de recursos, el que no podrá exceder del mayor ingreso registrado en los últimos cinco años, salvo en los calculados por nuevos impuestos o aumento de tasas. El plazo de presentación es improrrogable.
6. Informar a la Legislatura, al iniciarse el período de sesiones ordinarias, el estado general de la administración y el movimiento de fondos que se hubiere producido dentro y fuera del presupuesto general durante el ejercicio anterior. El balance que con tal motivo se formule será publicado, cuando menos, en un diario local y en el boletín oficial de la Provincia publicará también en igual forma, al final de cada trimestre, un resumen claro y explicativo de los ingresos e inversiones que hayan tenido lugar durante el mismo.
7. Hacer recaudar la renta pública y decretar su inversión con arreglo a la ley, pudiendo apremiar judicialmente a los contribuyentes morosos, a los recaudadores y sus fiadores, y a todos los empleados que indebidamente retengan fondos del tesoro provincial, sin perjuicio de las sanciones que a éstos correspondan.
8. Proponer, para su nombramiento por la Legislatura, los funcionarios y magistrados cuya forma de designación establece esta Constitución por sí solo nombrar los ministros y demás empleados cuya designación no esté sometida a otra autoridad. Todo nombramiento de funcionario cuya forma se determine expresamente y que se haga en receso de la Legislatura, lo será sólo en comisión, cesando los mismos en sus funciones si dentro de los treinta días de iniciación del período de sesiones ordinarias no se solicitare el acuerdo correspondiente.
9. Remover los empleados de la Administración de acuerdo con las prescripciones de esta Constitución y las leyes que se dicten.
10. Convocar a elecciones en los casos y épocas determinadas en esta Constitución y las leyes respectivas.
11. Tener bajo su inspección la policia provincial de seguridad y vigilancia, los establecimientos públicos de la Provincia, y prestar el auxilio de la fuerza pública a las autoridades y funcionarios que, por la Constitución y las leyes, estén autorizados para hacer uso de ella.
12. Celebrar contratos con empresas particulares o para objeto de utilidad pública.
13. Conocer y resolver en las causas administrativas de su jurisdicción, siendo sus resoluciones recurribles en el modo y forma que la ley determine.
14. El Gobernador no podrá expedir órdenes ni decretos sin la firma, por lo menos, de un ministro. En caso de ausencia o vacancia del cargo, firmarán el respectivo subsecretario o ministro que, previo decreto del mismo, así lo autorice.
15. El Gobernador de la Provincia es el agente natural del Gobierno de la Nación.
16. Conceder indultos y conmutar penas por delitos sujetos a jurisdicción provincial, previo informe del Superior Tribunal, en la forma y en los casos que determine la ley. No podrá ejercer esta atribución cuando se trate de delitos de funcionarios públicos en el ejercicio de sus funciones.
17. Tomar las medidas para conservar la paz y el orden público por todos los medios que no estén expresamente prohibidos por esta Constitución y leyes vigente.

18. Promover lo conducente al ordenamiento y régimen de los servicios públicos.

- Datos: Q5691410